# Ivo Krbek
Ivo Krbek, hrvaški pravnik, profesor, politik in akademik, * 23. avgust 1890, † 16. januar 1966, Zagreb.
V letih 1909–14 je študiral pravo v Zagrebu, na Dunaju, v Berlinu in Parizu; doktoriral je 1919 v Zagrebu. Na zagrebaški Pravni fakulteti je bil od 1928 docent, 1929 izredni in od 1930 redni profesor za upravne znanosti in upravno pravo. Hkrati je bil tudi župan Zagreba (1932–34) in podban Banovine Hrvaške 1939–41 (namestnik Ivana Šubašića).  
NDH ga ni hotela potrditi za profesorja, v začetku 1944 se je za približno pol leta vrnil na fakulteto. Kot zaupnik Augusta Košutića se je januarja 1944 v Zagrebu pogajal s predstavniki KPH o sklenitvi sporazuma, v kraju Topusko pa je predlagal IO Enotne narodnooslobodilne fronte rešitve povojnih političnih in državnopravnih vprašanj, ki so bili zavrnjeni. Ostal je v partizanih in postal član zakonodajnega poverjeništva ZAVNOH-a ter napisal Pravni komentar k Sporazumu Tito–Šubašić (1944). Leta 1945 je sodeloval pri izdelavi osnutka nove ustave FLRJ. 
Krbek je po letu 1945 spet deloval kot redni profesor za upravno pravo na Univerzi v Zagrebu (do upokojitve 1961), od 1936 in ponovno od 1947 je bil redni član JAZU (zdaj HAZU), od 1958 pa tudi dopisni član Slovenske akademije znanosti in umetnosti (SAZU).
Bi je mdr. urednik Zbornika za pomorsko pravo (1955, 1957, 1961), sodelavec Hrvatske enciklopedije (med 2.sv.v.) in Enciklopedije Jugoslavije Leksikografskega zavoda. Več let je bil član Stalnega arbitražnega razsodišča v Haagu, član Pravnega sveta ZIS itd.